# Nina Lemesh
Nina Petrivna Lemesh –en ucraniano, Ніна Петрівна Лемеш– (Novoselivka, 31 de mayo de 1973) es una deportista ucraniana que compitió en biatlón. Ganó tres medallas en el Campeonato Mundial de Biatlón entre los años 1996 y 2001, y seis medallas en el Campeonato Europeo de Biatlón entre los años 1995 y 2006.

## Palmarés internacional
| Campeonato Mundial | Campeonato Mundial        | Campeonato Mundial | Campeonato Mundial |
| Año                | Lugar                     | Medalla            | Prueba             |
| ------------------ | ------------------------- | ------------------ | ------------------ |
| 1996               | Ruhpolding (Alemania)     | Medalla de plata   | Equipo             |
| 2000               | Oslo (Noruega)            | Medalla de bronce  | Relevos            |
| 2001               | Pokljuka (Eslovenia)      | Medalla de bronce  | Relevos            |
| Campeonato Europeo |                           |                    |                    |
| Año                | Lugar                     | Medalla            | Prueba             |
| 1995               | Grand-Bornand (Francia)   | Medalla de plata   | Individual         |
| 1995               | Grand-Bornand (Francia)   | Medalla de plata   | Relevos            |
| 2001               | Haute-Maurienne (Francia) | Medalla de bronce  | Relevos            |
| 2002               | Kontiolahti (Finlandia)   | Medalla de bronce  | Relevos            |
| 2005               | Novosibirsk (Rusia)       | Medalla de plata   | Relevos            |
| 2006               | Langdorf (Alemania)       | Medalla de oro     | Velocidad          |